# Navacepedilla de Corneja
Navacepedilla de Corneja – gmina w Hiszpanii, w prowincji Ávila, w Kastylii i León, o powierzchni 29,5 km². W 2011 roku gmina liczyła 116 mieszkańców.